# Trille ondulé
Trillium undulatum
Espèce
Classification APG II (2003)
Le Trille ondulé (Trillium undulatum) est une plante herbacée, vivace et rhizomateuse de la famille des Liliaceae (classification classique) ou des Melanthiaceae (classification APG II, 2003).

## Description

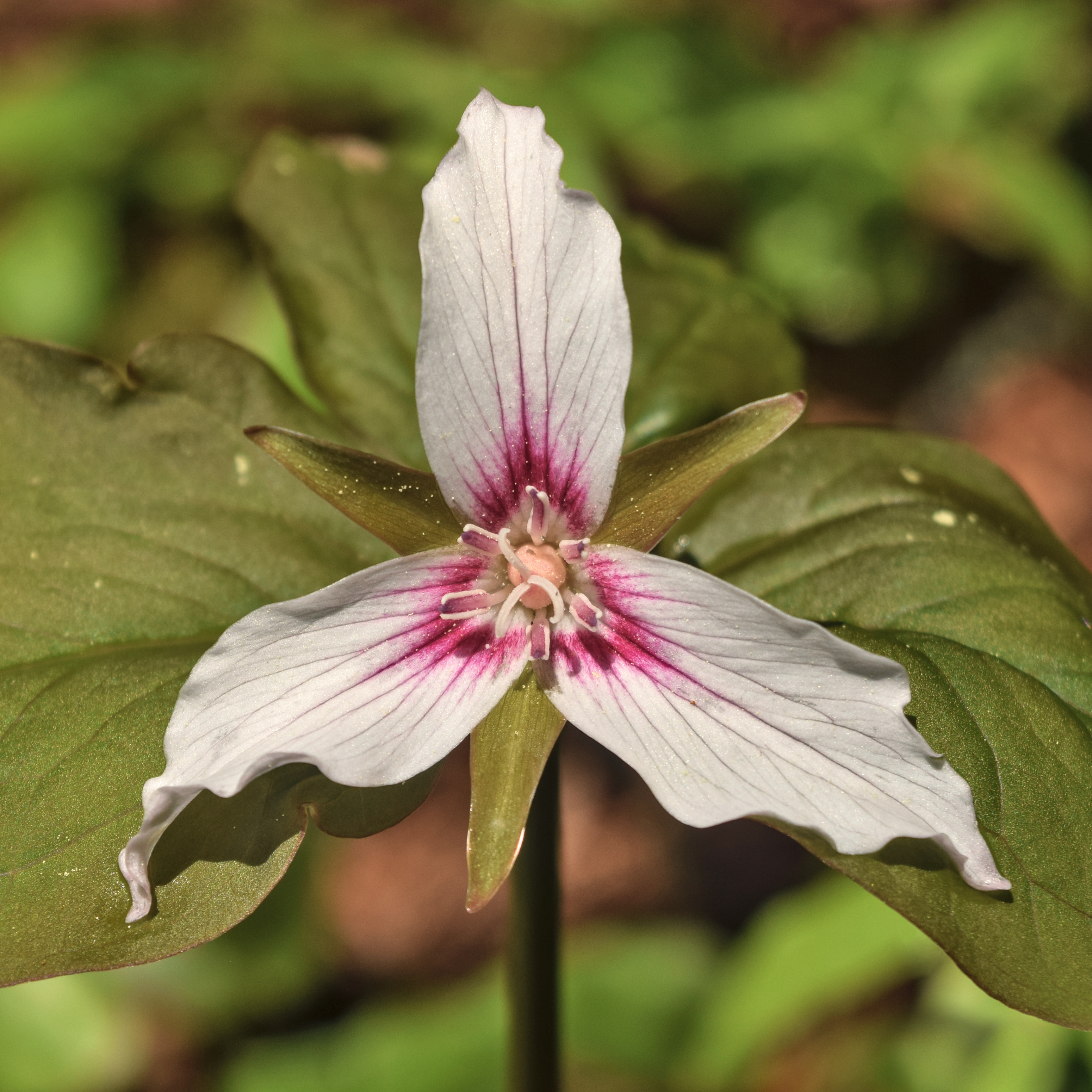
Fleur de trille ondulé.

Cette espèce de nord-est de l’Amérique du Nord, fleurit de la fin du printemps au début de l’été ordinairement en petites populations dans les forêts et le long des rivières, toujours en sol humifère et acide. La grande fleur blanche – 4 à 10 cm de diamètre – à pétales ovales à bordure ondulée avec en leur centre un motif caractéristique en V rouge vif, est portée par un pédoncule dressé. Les feuilles ovales nettement pétiolées sont acuminées. Le fruit est une baie rouge.

## Aire de répartition
Large répartition, au nord : du Michigan et du sud de l’Ontario au Québec et à la Nouvelle-Écosse, au sud : de la Pennsylvanie à l’Ohio et au Kentucky, et jusque dans le nord des Carolines et de la Géorgie.

Aire de répartition aux États-Unis.

## Divers
Cette espèce est très décorative par le motif caractéristique de sa fleur.
Son nom en anglais est Painted Trillium ou Painted Lady.

## Sources
- Frederick W. Case, Jr. & Roberta B. Case, Trilliums, Timber Press, 1997  (ISBN 0-88192-374-5)